# Viscum minimum
Viscum minimum är en sandelträdsväxtart som beskrevs av William Henry Harvey. Viscum minimum ingår i släktet mistlar, och familjen sandelträdsväxter. Inga underarter finns listade i Catalogue of Life.